# 거지현

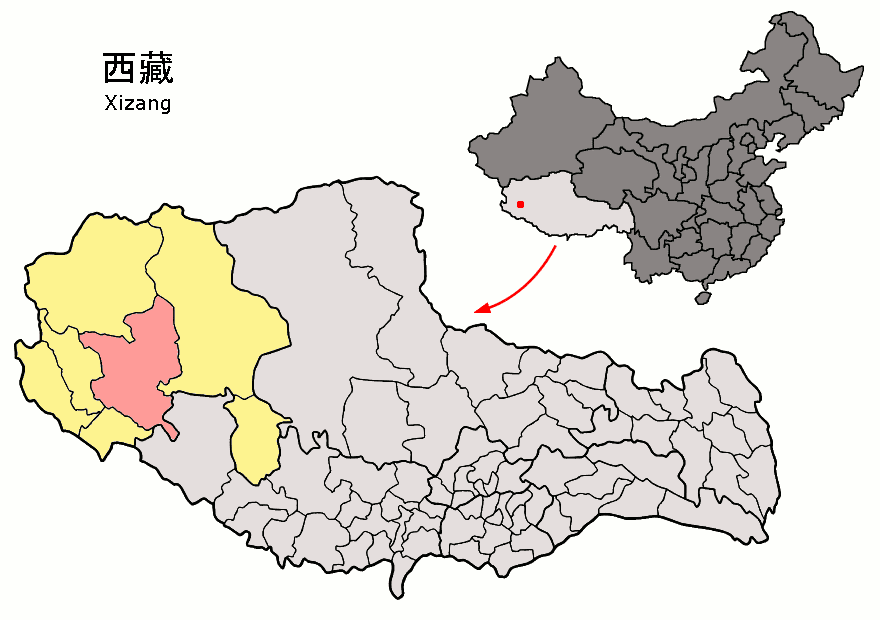
게갸이 현의 위치

거지현(티베트어: དགེ་རྒྱས་རྫོང་ 게걔 종, 중국어: 革吉县, 병음: Géjí Xiàn)은 티베트 자치구 아리 지구의 현급 행정 구역이다. 넓이는 55287km2이고, 인구는 2007년 기준으로 10,000명이다.

## 지리
해발 고도는 4500m이다. 연평균 기온은 -2℃, 연평균 강수량은 50mm이다.

## 행정 구역
1개 진, 4개 향을 관할한다.
- 진: 革吉镇.
- 향: 雄巴乡, 亚热乡, 擦咔乡, 文布当桑乡.